# Еніель
Еніель (Айнел) (д/н — бл. після 332 до н. е.) — цар Бібла з 340 року до н. е.

## Життєпис
Син, брат або інший родич царя Адармілку. Посів трон близько 340 року до н. е. Став карбувати монети з власною монограмою. Також продовжив традицію карбування на монетах напису «цар Бібла».
334 року до н. е. на чолі біблського флоту приєднався до загальноперського флоту в Егейському морі, де діяв проти флоту Олександра Македонського. Після падіння Галікарнасу відступив до Кіпру, а 333 року до н. е. повернувся до Бібла.
Після поразки персів у битві при Іссі не квапився визнавати владу македонян. Втім стрімкий рух останніх Сирією і Фінікією змусив Еніеля 332 року до н. е. без бою визнати владу царя Олександра. Невдовзі відправив біблський флот для облоги міста Тір, чим заслужив повне прощення македонського царя.
Подальша доля Еніеля невідома. Втім напевне панував до часу захоплення Фінікії Антигоном Однооким. Про наступників Еніеля відсутні відомості.